# Serguéi Wojciechowski
Serguéi Nikolayevich Voytsekhovsky (en ruso: Серге́й Никола́евич Войцехо́вский; en checo: Sergej Nikolajevič Vojcechovský; 16 de octubre de 1883 - 7 de abril de 1951) fue un líder militar ruso que fue coronel del Ejército Imperial Ruso, general de división del Ejército Blanco y general del Ejército Checoslovaco. Participó en la Gran Marcha Helada Siberiana.

## Biografía

### Primeros años de vida
Voytsekhovsky nació el 16 de octubre de 1883 en Vítebsk, en el seno de una familia noble. Se graduó de la Escuela Secundaria Técnica en Velíkiye Luki (1902), Escuela de Artillería Constantina. (Konstantinovskoye Artilleriiskoe Uchilishche), San Petersburgo (1904) y la Academia Militar Imperial Nicolás (1912). Después de graduarse, sirvió en la 2ª Brigada de Artillería del 20º de Infantería.

### Servicio checoslovaco en Rusia
Desde diciembre de 1917 fue Comandante del 3er Regimiento de Fusileros (de Jan Žižka z Trocnova) (asumió el cargo en febrero de 1918).
A partir de mayo de 1918 fue comandante militar de la Legión Checoslovaca en la zona de Cheliábinsk y también fue miembro del Colegio Militar del Comité Ejecutivo Provisional del Ejército Checoslovaco en Rusia: un cuerpo al frente de las fuerzas armadas checoslovacas que se oponían a los bolcheviques.
Durante la noche del 26 al 27 de mayo de 1918, al mando del 2.º y 3.º regimientos de infantería checoslovaquia, tomó Cheliábinsk sin pérdidas. El 27 de mayo de 1918 fue nombrado comandante de las unidades del ejército del frente de Cheliábinsk y los Urales.
Como resultado de las hostilidades en mayo-junio de 1918 en Cheliábinsk, se le unieron las tropas del grupo tártaro siberiano de tropas checoslovacas bajo el mando del general checo Radola Gajda.
El 11 de junio de 1918 fue ascendido, por decisión de la rama de Cheliábinsk del Consejo Nacional Checoslovaco, al rango de coronel y fue nombrado para dirigir el Grupo de Fuerzas Occidentales (2º y 3º Regimientos de Fusileros Checoslovacos y el batallón de infantería Kurgan).
En junio de 1918 tomó Troitsk y Zlatoúst, y en julio fue enviado a los Urales. Después de tomar Ekaterimburgo el 25 de julio, permaneció en Ekaterimburgo.
En agosto-septiembre de 1918 su grupo se amplió con grupos de la 2.ª División de Infantería y luchó en la zona de Ekaterimburgo, Nizhni Taguil, Kungur y Tiumén.
El coronel Voytsekhovsky dirigió personalmente las batallas para capturar la planta de Verkh-Neyvinsky, al frente de un grupo de checos. Se movieron a lo largo de la costa este del lago Tavatuy y tomaron Nizhny Tagil.
El 17 de octubre de 1918, "por su distinción en combate y servicio distinguido", fue ascendido por el Consejo Nacional Checoslovaco a general de división y nombrado comandante del grupo de tropas de Samara de la Dirección del Gobierno.
Comandó batallas defensivas en la región del Volga: no sólo detuvo el avance de las fuerzas rojas, sino que las hizo retroceder al otro lado del río Ik, asegurando una posición más firme en el frente de Samara Blanca. En una época de crecientes contrastes entre el mando del ejército checoslovaco y el gobernante supremo Aleksandr Kolchak, apoyó a este último.

### General del ejército al mando del almirante Kolchak
El 8 de marzo de 1919 regresó al servicio ruso (en el ejército del gobernante supremo Kolchak) con el rango de general de división. Fue nombrado comandante del 2º Cuerpo de Ufa, que encabezó parte de las fuerzas rusas blancas en la ofensiva de primavera de 1919, en las batallas de Ufa, Zlatoust y Cheliábinsk. El general de división Voytsekhovsky fue galardonado con la Orden de San Jorge de 4º grado en julio de 1919 por haber capturado Cheliábinsk, Troitsk, Crisóstomo y Ekaterimburgo en 1918.
A partir de agosto de 1919 fue Comandante del grupo de tropas Ufa. Durante la ofensiva blanca de Tobolsk el 1 de septiembre de 1919, a pesar de la difícil situación de su flanco derecho, cumplió completamente su tarea de flanquear a la 27.ª División de Infantería Roja. Luego dirigió su fuerza hacia el norte durante la batalla y destruyó al enemigo en el frente del ejército siberiano, luego lo dejó avanzar, aunque es temprano en el curso del contraataque fallido. Durante este período, el 12 de septiembre de 1919, el general de división Voytsekhovsky fue galardonado con la Orden de San Jorge en el tercer grado.
Desde el 1 de octubre de 1919 fue Comandante del 2º Ejército. Como partidario de la disciplina estricta, mató a tiros y mató personalmente, el 20 de noviembre de 1919 en la aldea de Ust-Tarka, al general de división P. P. Grivin por el abandono no autorizado de su frente que obligó a la retirada del grupo sur de Wojciechowski. Entonces las tropas nombraron a un nuevo comandante y él les ordenó que regresaran a la posición abandonada.

### La Gran Marcha Helada Siberiana
Después de la muerte del general Vladímir Kápel el 25 de enero de 1920 durante la Gran Marcha Helada Siberiana, el general de división Voytsekhovsky lo sucedió como jefe del Frente Oriental. Supervisó la entrada del Ejército Blanco en Irkutsk y el 30 de enero de 1920 destruyó a las tropas rojas en esa zona y el 1 de febrero de 1920 también tomó el suburbio de Cherm. Más tarde, dirigió a sus fuerzas en feroces combates cerca de Irkutsk, donde su ejército fue debilitado por una epidemia de tifus.
El 20 de febrero de 1920, el general Grigori Semiónov lo nombró comandante de las regiones orientales rusas. Del 5 al 6 de marzo de 1920, retiró con éxito sus fuerzas de la zona alrededor de Krasnoyarsk. Pero en mayo de 1920, Voytsekhovsky fue enviado a Crimea para establecer una conexión con las Fuerzas Armadas del Sur de Rusia, convirtiéndose en la Reserva del Ejército del General Wrangel. En noviembre de 1920, junto con sus tropas, fue evacuado a Estambul y luego trasladado a Checoslovaquia.

### General del Ejército de la República Checoslovaca
El 1 de mayo de 1921 fue nombrado para servir en el ejército checoslovaco y desempeñó diferentes cargos en los años siguientes:
- Septiembre de 1921 – febrero de 1922 Comandante de la 24ª Brigada de Infantería.
- Febrero de 1922 – 1924 Comandante Adjunto de la Región Militar de los Subcárpatos en Úzhgorod
- 1924-1927 Comandante de la 9.ª división de infantería en Trnava
- 1927-1935 Jefe del Estado federado del distrito militar de Brno
- 1935-1938 Jefe del distrito militar de Praga.

El 30 de diciembre de 1929 fue ascendido al grado de General de Ejército.
En septiembre y octubre de 1938 estaba al mando del 1.er Ejército Checoslovaco. Durante la crisis de Múnich de 1938 adoptó una posición activa anticapitulatoria (en ese momento uno de los partidarios de la rendición era el general Jan Syrový) y por ello en abril de 1939 fue dado de baja.
En 1939, después de la ocupación alemana de Checoslovaquia, creó y dirigió una organización clandestina llamada Obrana národa ("Defensa de la nación"). Estaba bajo vigilancia de la Gestapo y era miembro del gobierno clandestino checoslovaco, donde se desempeñó como Ministro de Guerra.

### Carrera
División del 1er. Cuerpo del Cáucaso
- (1904–1905) División de Capacitación de Inspectores
- (1905–1907) Oficial superior de la 3ª Batería
- (1907–1912) División de Formación de Inspectores de la 5ª División de Artillería de Infantería en Białystok, comandante adjunto de una división de artillería.
- (1912–1913) Sirvió en la 1ª Brigada de Granaderos, mientras enseñaba tácticas en la Escuela Militar Alexander y se graduó de la escuela de vuelo.
- (1913) (abril-octubre) Sirvió en el cuartel general del Distrito Militar de Moscú.
- (1913–1914) Comandante de compañía en el 122º Regimiento de Infantería Tambov del 10.º Ejército.

Participante en la Primera Guerra Mundial
- Agosto de 1914 – noviembre de 1915 Ayudante superior en la 69.ª División de Infantería.
- Noviembre de 1915 – enero de 1917 Oficial de Estado Mayor destinado a la sede del 20º Cuerpo.
- Enero de 1917 – diciembre de 1917 Jefe de Estado Mayor de la 126.ª División de Infantería.
- Desde agosto de 1917 es Jefe del Estado Mayor de la 1ª División Checoslovaca en el ejército ruso (Primera División de Fusileros Husitas).

Fue herido y recibió varias medallas en los combates en los Montes Cárpatos y en la cuenca del Dniéper.
Promociones
- 1914 - Capitán
- 1916 - Teniente Coronel

## Destino de la posguerra
El 12 de mayo de 1945, a pesar de ser ciudadano checoslovaco, Voytsekhovsky fue capturado en Praga por un comando de contrainteligencia militar soviético SMERSH e inmediatamente secuestrado en Moscú. La orden no fue emitida hasta el 30 de mayo de 1945, dos días después de su internamiento en la Prisión de Lefortovo. El 15 de septiembre de 1945 fue condenado en rebeldía a 10 años de prisión por "actividad antisoviética".
Después del juicio, Voytsekhovsky fue trasladado a la prisión de Butyrka, a la espera de otro traslado al campo de Unzhlag Gulag. El 25 de mayo de 1949, fue trasladado de nuevo, esta vez a un campo especial del Gulag MVD Ozerlag para prisioneros políticos en el óblast de Irkutsk. Debido a su avanzada edad, se le asignó el trabajo de ordenanza.
El gobierno checoslovaco de la posguerra no tomó ninguna medida en relación con la desaparición de Wojciechowski. El 17 de septiembre de 1945, desconociendo el paradero de su general, el Ministerio de Relaciones Exteriores checoslovaco consultó a los Ministerios de Defensa e Interior si el gobierno debía pedir explicaciones y la liberación de Wojciechowski de las autoridades soviéticas. El Ministerio del Interior, encabezado por el ministro comunista Václav Nosek, declaró que tal intervención era "indeseable".
En 1949, después del golpe comunista, el gobierno comunista checoslovaco despojó a Voytsekhovsky de su rango militar y la propaganda comunista lo etiquetó como un contrarrevolucionario.
Serguéi Voytsekhovsky murió en el campo de Ozerlag el 7 de abril de 1951, a la edad de 67 años.
Fue rehabilitado tras la caída del régimen comunista en Checoslovaquia. En 1997, fue galardonado con la Orden del León Blanco en memoria de Václav Havel, el entonces presidente de la República Checa. En 2004, la Fiscalía rusa entregó a la Fiscalía rusa un certificado de 1996 de la rehabilitación de Wojciechowski por parte de la Fiscalía rusa.

## Distinciones
Otorgado por la Rusia Imperial:
- Orden de San Estanislao de 3ª Clase (1912, por la finalización exitosa de la Academia de Estado Mayor Nicolás).
- Espadas y arco a la Orden de San Estanislao 3er grado (1916).
- Orden de Santa Ana de 4ª Clase "Por el Valor" (1915).
- Orden de Santa Ana de 3ª Clase con espadas y arco (1915)
- Orden de San Estanislao de 2ª Clase con Espadas (1915).
- Orden de Santa Ana de 2ª Clase con Espadas (1915).
- Orden de San Vladimiro 4º grado con espadas y arco (1916).
- Orden de San Vladimiro de 3ª Clase con Espadas (1919)
- Orden de San Jorge de 4ª Clase (1919).
- Orden de San Jorge de 3ª Clase (1919).
- Orden de la Gran Marcha Helada Siberiana 1ª Clase (n.º 1, 1920).

Otorgado por Checoslovaquia:
- Orden del Sokol (Řád sokola): con espadas

Otorgado por Francia:
- Legión de Honor, en el grado de: Comendador
- Legión de Honor, en el grado de: Oficial

Otorgado por el Reino de Yugoslavia :
- Orden de San Sava: I. clase
- Orden de San Sava: II. Clase
- Orden de la Corona de Yugoslavia: I. clase

Otorgado por la República Checa :
- Orden del León Blanco: III. Clase - En memoria